# Kot w pustym mieszkaniu
Kot w pustym mieszkaniu – wiersz polskiej laureatki Nagrody Nobla w dziedzinie literatury, Wisławy Szymborskiej.
Nagrodę przyznano za „poezję, która z ironiczną precyzją pozwala historycznemu i biologicznemu kontekstowi ukazać się we fragmentach ludzkiej rzeczywistości”, za wiersze, które zawierają głębię w każdym zdaniu. Wiersz „Kot w pustym mieszkaniu”, to – według „New York Times” – wspaniały wiersz, traktujący o śmierci, nieobecności, pustce…. Został napisany po śmierci długoletniego partnera poetki, Kornela Filipowicza. Szymborska opublikowała wiersz po raz pierwszy w 1991 roku w czasopiśmie „Odra” i włączyła go do swojego tomiku „Koniec i początek” z 1993 roku. Po przyznaniu autorce Literackiej Nagrody Nobla w 1996 roku wiersz został przełożony na liczne języki, a w Polsce stał się jednym z najbardziej rozpoznawalnych wierszy Szymborskiej.
Wersję śpiewaną w języku jidysz prezentowała Dorota Salamon.
Wiersz zaczyna się od słów:

Umrzeć, tego nie robi się kotu.
Bo co ma począć kot
w pustym mieszkaniu…

Po tym następuje opis domowego kota, który czeka w pustym mieszkaniu na swojego właściciela. Choć z zewnątrz pomieszczenia wyglądają tak samo, kot wyczuwa, że jego życie straciło swój porządek. Jest ktoś, kto opiekuje się zwierzęciem, ale nie jest to ta sama osoba, do której kot był przywiązany. Na przekór wszystkim wcześniejszym zakazom zwierzę przeczesuje całe mieszkanie, aż nie pozostaje mu nic innego, jak tylko zasnąć i czekać. Snuje plany, jak będzie wyglądać ponowne spotkanie z właścicielem, który zniknął. Obrażony i ponury pokaże mu, że „tak z kotem nie można”.

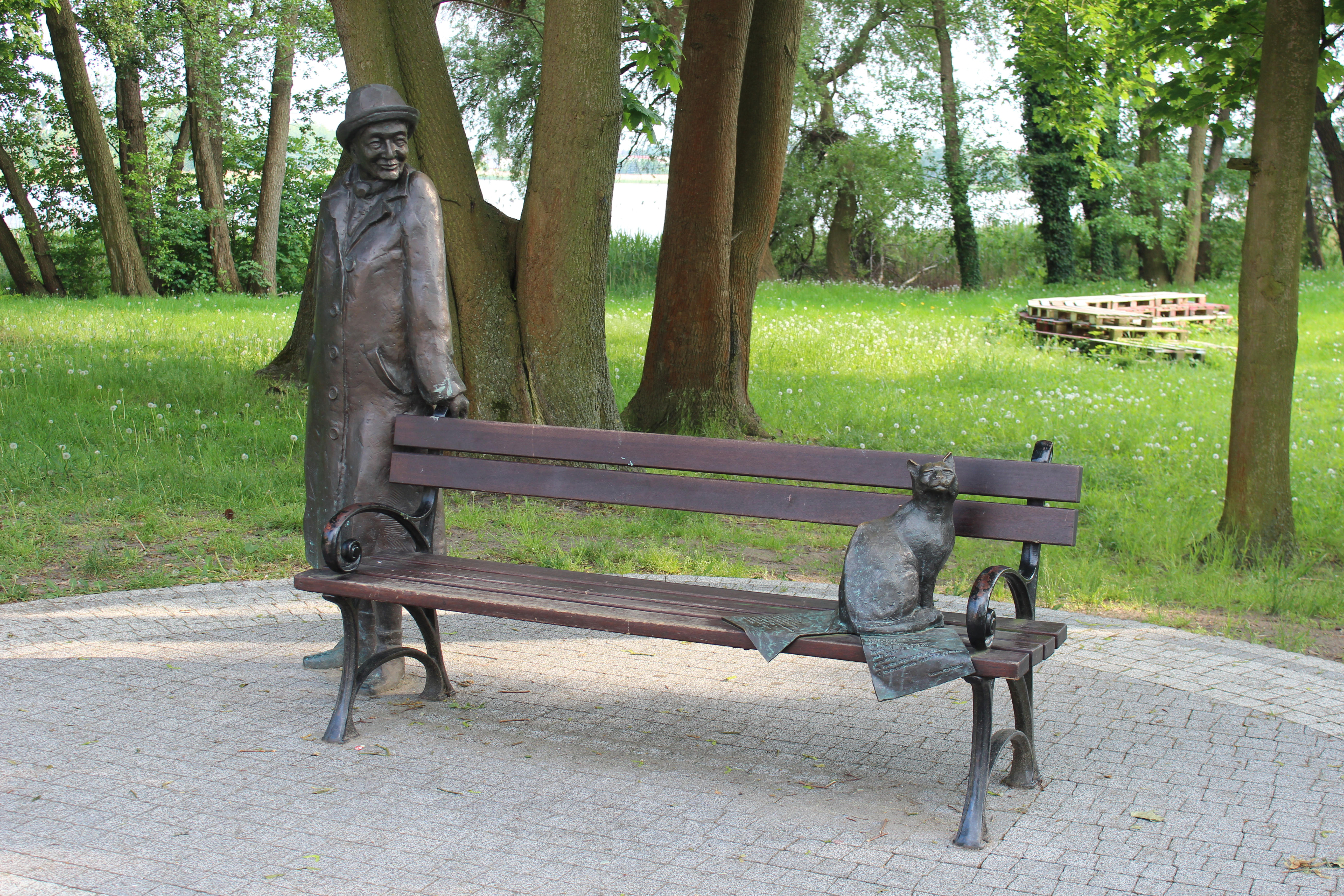
Ławeczka Wisławy Szymborskiej w Kórniku